# Fred Fox
Frederick Strachan Fox, detto Fred (Londra, 22 gennaio 1884 – Los Angeles, 1º dicembre 1949), è stato un regista e attore britannico, vincitore di un premio Oscar alla migliore aiuto regia nel 1934.
Entrò nel mondo del cinema alla fine degli anni venti, come aiuto regista dapprima per la casa di produzione Warner Bros. (1928-1933), poi per la 20th Century Pictures (divenuta poi Twentieth Century-Fox Film Corporation, 1934-1942).
Ha vinto l'Oscar ex aequo con Charles Barton, Scott Beal, Charles Dorian, Gordon Hollingshead, Dewey Starkey e William Tummel.
Negli anni quaranta fu anche attore, perlopiù in piccole parti, in dodici pellicole.

## Filmografia

### Aiuto regista
- Il tassì di mezzanotte (The Midnight Taxi), regia di John G. Adolfi) (1928)
- The Home Towners, regia di Bryan Foy (1928)
- Illicit, regia di Archie Mayo (1931)
- Play-Girl, regia di Ray Enright (1932)
- Baby Face, regia di Alfred E. Green (1933)
- La casa dei Rothschild (The House of Rothschild), regia di Alfred L. Werker (1934)
- Gli amori di Benvenuto Cellini (The Affairs of Cellini), regia di Gregory La Cava (1934)
- Il grande Barnum (The Mighty Barnum), regia di Walter Lang (1934)
- Folies Bergère de Paris, regia di Roy Del Ruth (1935)
- Il re dell'opera (Metropolitan), regia di Richard Boleslawski (1935)
- Folies-Bergère, regia di Marcel Achard e Roy del Ruth (1936)
- Half Angel regia di Sidney Lanfield (1936)
- Maia la sirena delle Hawaii (Song of the Islands), regia di Walter Lang (1942)
- Bringing Up Father, regia di Edward F. Cline (1946)

### Attore
- Illicit, regia di Archie Mayo (1931)
- Se non ci fossimo noi donne (Government Girl), regia di Dudley Nichols (1943)
- La signora Parkington (Mrs. Parkington), regia di Tay Garnett (1944)
- Heavenly Days, regia di Howard Estabrook (1944)
- Boston Blackie and the Law, regia di D. Ross Lederman (1946)
- Buffalo Bill ancora in sella (Buffalo Bill Rides Again), regia di Bernard B. Ray (1947)
- Ambra (Forever Amber), regia di Otto Preminger e John M. Stahl (1947)
- Train to Alcatraz, regia di Philip Ford (1948)
- Feudin', Fussin' and A-Fightin', regia di George Sherman (1948)
- The Vicious Circle, regia di W. Lee Wilder (1948)
- Per te ho ucciso (Kiss the Blood off My Hands), regia di Norman Foster (1948)
- La strega rossa (Wake of the Red Witch), regia di Edward Ludwig (1948)
- L'amabile ingenua (The Lovable Cheat), regia di Richard Oswald (1949)